# Liste des navires de l'United States Navy : L
Cet article contient la liste de tous les bateaux de la Marine des États-Unis dont le nom commence par la lettre L.

## L
- USS L-1 (SS-40)
- USS L-2 (SS-41)
- USS L-3 (SS-42)
- USS L-4 (SS-43)
- USS L-5 (SS-44)
- USS L-6 (SS-45)
- USS L-7 (SS-46)
- USS L-8 (SS-48)
- USS L-9 (SS-49)
- USS L-10 (SS-50)
- USS L-11 (SS-51)
- USS L. A. Dempsey (SP-1231)
- USS L. C. Richmond (1861)
- USS L. K. Thurlow (1913)
- USS L. Mendel Rivers (SSN-686)
- USS L. Millandon (1856)
- USS L. Y. Spear (AS-36)
- USS La Jolla (SSN-701)
- USS La Moure County (LST-883, LST-1194)
- USS La Porte (APA-151)
- USS La Prade (DE-409)
- USS La Salle (AP-102, LPD-3/AGF-3)
- USS La Vallette (DD-315, DD-448)

### Lab–Lak
- USS Laboon (DDG-58)
- USS Labuan (PF-80)
- USS Laburnum (1864)
- USS Lacerta (AKA-29)
- USS Lackawanna (1862, AO-40)
- USS Lackawapen (AO-82)
- USS Lackawaxen (AO-82)
- USS Lacosta (YFB-58)
- USS Lady Anne (SP-154)
- USS Lady Betty (SP-661)
- USS Lady Doris (SP-3854)
- USS Lady Mary (SP-212)
- USS Lady of the Lake (1813)
- USS Lady Prevost (1812)
- USS Lady Thorne (SP-962)
- USS Lady Washington (1776)
- USS Laertes (AR-20)
- USS Lafayette (1848, AP-53/APV-4, SSBN-616)
- USS Lafayette County (LST-859)
- USS Laffey (DD-459, DD-724)
- USS Lagarto (SS-371)
- USS Lagoda (SP-3250)
- USS La Grange (APA-124)
- USS Lakatoi (1938)
- USS Lake (DE-301, AK-5016)
- USS Lake Arthur (ID-2915)
- USS Lake Benbow (1918)
- USS Lake Berdan (ID-4276C)
- USS Lake Blanchester (ID-3597C)
- USS Lake Bloomington (1918)
- USS Lake Borgne (1918)
- USS Lake Bridge (ID-2990)
- USS Lake Capens (ID-4358)
- USS Lake Catherine (ID-3568)
- USS Lake Champlain (ID-1791, CV-39, CG-57)
- USS Lake Charlotte (ID-4394)
- USS Lake Clear (ID-3597D)
- USS Lake Conesus (ID-4331)
- USS Lake County (LST-880)
- USS Lake Crescent (ID-2557)
- USS Lake Damita (1918)
- USS Lake Dancey (ID-4407L)
- USS Lake Daraga (ID-4428)
- USS Lake Dymer (ID-4131)
- USS Lake Eckhart (ID-4353Z)
- USS Lake Eliko (ID-4353A)
- USS Lake Elizabeth (ID-2957)
- USS Lake Elsinore (ID-3765B)
- USS Lake Erie (ID-2190, CG-70)
- USS Lake Fernwood (ID-4410)
- USS Lake Forest (ID-2991)
- USS Lake Frances (ID-4406)
- USS Lake Gakona (ID-4409A)
- USS Lake Garza (ID-4086A)
- USS Lake Gaspar (ID-4086)
- USS Lake Gedney (ID-3765C)
- USS Lake Geneva (ID-4215B)
- USS Lake Harney (ID-4410C)
- USS Lake Harris (ID-4429A)
- USS Lake Helen (ID-4215E)
- USS Lake Huron (ID-2144)
- USS Lake Larga (ID-3765A)
- USS Lake Lasang (ID-3765E)
- USS Lake Lemando (1918)
- USS Lake Lillian (ID-4410E)
- USS Lake Mary (ID-4269)
- USS Lake Michigan (ID-2993)
- USS Lake Moor (ID-2180)
- USS Lake Ontario (ID-2992)
- USS Lake Osweya (ID-4311G)
- USS Lake Otisco (ID-4410F)
- USS Lake Pepin (ID-4215)
- USS Lake Pewaukee (ID-2906)
- USS Lake Placid (ID-1788)
- USS Lake Pleasant (ID-4429)
- USS Lake Shore (ID-1792)
- USS Lake Side (ID-2158)
- USS Lake Silver (1918)
- USS Lake St. Clair (ID-2904)
- USS Lake St. Regis (ID-4261)
- USS Lake Sunapee (ID-4369B)
- USS Lake Superior (ID-2995)
- USS Lake Traverse (ID-2782)
- USS Lake Tulare (ID-2652)
- USS Lake View (ID-2186)
- USS Lake Weston (ID-2926)
- USS Lake Wimico (ID-4410G)
- USS Lake Winooski (ID-4311H)
- USS Lake Wood (ID-2555)
- USS Lake Worth (ID-2997)
- USS Lake Yahara (ID-3974)
- USS Lake Ypsilanti (ID-4114)
- USS Lakehurst (APV-3/APM-1/APM-9)
- USS Lakeland (LSM-373)
- USS Lakeport (ID-2994)
- USS Lakewood Victory (AK-236)

### Lam–Lc
- USS Lamar (AP-92/APA-47, PCE-899)
- USS Lamberton (DD-119/AG-21/DMS-2)
- USS Lamoille River (LSM(R)-512/LFR-512)
- USS Lamons (DE-64, DE-743)
- USS Lamprey (SS-372)
- USS Lamson (DD-18, DD-328, DD-367)
- USS Lancaster (1858, 1862, ID-2953, AK-193)
- USS Lance (AM-257)
- USS Lancetfish (SS-296)
- USS Lancewood (YN-67/AN-48)
- USS Lander (APA-178/LPA-178)
- USS Lang (DD-399, DE-1060/FF-1060)
- USS Langley (CV-1/AV-3, DE‑131, CVL-27)
- USS Lanier (APA-125)
- USS Lanikai (1914)
- USS Laning (DE-159/APD-55/LPR-55)
- USS Lannai (SP-242)
- USS Lansdale (DD-101/DM-6, DD-426, DD-766)
- USS Lansdowne (DD-486)
- USS Lansing (DE-388/WDE-488/DER-388)
- USS Lapeer (PC-1138)
- USS Lapon (SS-260, SSN-661)
- USS Lapwing (AM-1/AVP-1, AMS-48/MSC(O)-48)
- USS Laramie (AO-16, T-AO-203)
- USS Laramie River (LSM(R)-513/LFR-513)
- USS Larch (YN-16/AN-21)
- USS Larchmont (PC-487)
- USS Lardner (DD-286, DD-487)
- USS Lariat (AT-130)
- USS Lark (AM-21/AT-168/ATO-168, AMS-23/MSC(O)-23)
- USS Larkspur (1863, 1903)
- USS Las Vegas Victory (AK-229)
- USS Lash (PYc-31)
- USS Lassen (AE-3, DDG-82)
- USS Latimer (APA-152)
- USS Latona (AF-35)
- USS Laub (DD-263, DD-613)
- USS Lauchlan McKay (1943)
- USS Lauderdale (APA-179/LPA-179)
- USS Launcher (YV-2)
- USS Laura Reed (SP-2009)
- USS Laurel (1862, 1915)
- USS Laurens (APA-153)
- Laurent Millaudon (1856)
- USS Laurentia (AF-44/T-AF-44)
- USS Laurinburg (PC-1212)
- USS Lavaca (APA-180)
- USS Lavender (1864)
- USS Lavinia Logan (1861)
- USS Lawford (DE-516)
- USS Lawrence (1813, 1843, DD-8, DD-250, DD-954/DDG-4)
- USS Lawrence C. Taylor (DE-415)
- USS Lawrence County (LST-887)
- USNS Lawrence H. Gianella (T-AOT-1125)
- USS Laws (DD-558)
- USS Lawson (DE-518)
- USS Lawton (1889)
- USS Laysan Island (ARST-1)
- List of LCIs (LCI(L)-1 to LCI(L)-1139)
- USNS LCPL Roy M. Wheat (T-AK-3016)

### Le
- USS Lea (DD-118)
- USS Leader (PYc-42, AM-490/MSO-490)
- USS League Island (YFB-20, AG-149/AKS-30)
- USS Leahy (DLG-16/CG-16)
- USS Leary (DD-158, DD-879/DDR-879)
- USS Lebanon (AG-2, AK-191)
- USS Lee (1775, 1776)
- USS Lee County (LST-888)
- USS Lee Fox (DE-65/APD-45)
- USS Leedstown (AP-73, APA-56)
- USS Leftwich (DD-984)
- USS Legare (1843, WSC-144)
- USS Legonia II (SP-399)
- USS LeHardy (DE-20)
- USS Lehigh (1863, AK-192)
- USS Lejeune (AP-74)
- USS Lelaka (YTB-514/YTM-777)
- USS Leland E. Thomas (DE-420)
- USS Lenape (ID-2700)
- USS Lenapee (1863)
- USS Lenawee (APA-195)
- USS Lenoir (AKA-74, PCC-582)
- USS Leo (AKA-60)
- USS Leon (AP-93/APA-48)
- USS Leonard F. Mason (DD-852)
- USS Leonard Wood (AP-25/APA-12)
- USS Leonidas (1861, AD-7)
- USS Leonie (YHB-19)
- USS Leonis (AK-128)
- USS Leopard (IX-122)
- USS Leopold (DE-319)
- USS LeRay Wilson (DE-414)
- USNS Leroy Grumman (T-AO-195)
- USS Leslie (1861, YFB-7)
- USS Leslie L.B. Knox (DE-580)
- USS Lester (DE-1022)
- USS Lesuth (AK-125)
- USS Letitia (SP-398)
- USS Letter B (SP-732)
- USS Leutze (DD-481)
- USS Lev III (YP-157)
- USS Levant (1837)
- USS Levi Woodbury (1837, 1864)
- USS Leviathan (ID-1326)
- USS Levisa (ID-1573)
- USS Levy (DE-162)
- USS Lewis (1861, DE-535)
- USS Lewis and Clark (SSBN-644, T-AKE-1)
- USS Lewis B. Puller (FFG-23, T-MLP-3)
- USS Lewis Hancock (DD-675)
- USS Lewis K. Thurlow (1913)
- USS Lexington (1776, 1825, 1861, CC-1/CV-2, CV-16/CVA-16/CVS-16/CVT-16/AVT-16)
- USS Lexington II (SP-705)
- USS Leyden (1865, IX-167)
- USS Leyte (1887, ARG-8, CV-32/CVA-32/CVS-32/AVT-10)
- USS Leyte Gulf (CG-55)

### Li–Ll
- USS Liberator (1826, 1918, AMc-87/IX-202)
- USS Libertad (1846)
- USS Liberty (1775, ID-3461/AK-35, AG-168/AGTR-5)
- USS Liberty Belle (IX-72)
- USS Liberty III (SP-1229)
- USS Libra (AK-53/AKA-12/LKA-12)
- USS Liddle (DE-76, DE-206/APD-60)
- USS Lightfoot (AM-331)
- USS Lightning (1865)
- USS Lignite (IX-162)
- USS Liguria (AKS-15)
- USS Lilac (1863, 1892)
- USS Lilian (1863)
- USS Lillian Anne (YFB-41)
- USS Lillian II (SP-38)
- USS Lillie B (SP-1502)
- USS Lily (1862)
- USS Limestone (IX-158)
- USS Limpkin (AMc-48, AMS-195/MSC-195)
- USS Lincoln County (LST-898/T-LST-898)
- USS Lincoln Salvor (BARS-9)
- USS Linda (1864)
- USS Linden (1860, WAGL-228)
- USS Lindenwald (APM-6/LSD-6/T-LSD-6)
- USS Lindsay (DE-519)
- USS Lindsey (DD-771/DM-32/MMD-32)
- USS Ling (SS-297/AGSS-297/IXSS-297)
- USS Lingayen (CVE-126)
- USS Linn County (LST-900)
- USS Linnet (1814, AM-76/IX-166, AM-417, AMS-24/MSC(O)-24)
- USS Linta (SP-721)
- USS Lioba (AF-36)
- USS Lioness (1857)
- USS Lionfish (SS-298/AGSS-298)
- USS Lipan (AT-85/ATF-85/T-ATF-85/WMEC-85)
- USS Liscome Bay (CVE-56)
- USS Liston (IX-92)
- USS Litchfield (DD-336/AG-95)
- USS Litchfield County (LST-901)
- USS Little (DD-79/APD-4, DD-803)
- USS Little Ada (1864)
- USS Little Aie (SP-60)
- USS Little Belt (1812)
- USS Little Brothers (SP-921)
- USS Little Compton (YF-864)
- USS Little Rebel (1859)
- USS Little Rock (CL-92/CLG-4/CG-4, LCS-9)
- USS Little Sisters (SP-2530)
- USS Littlehales (AGS-7, AGSC-15, T-AGS-52)
- USS Lively (YT-14)
- USS Livermore (DD-429)
- USS Livingston (AP-163/AK-222)
- USS Lizardfish (SS-373)
- USS Lloyd (DE-209/APD-63)
- USS Lloyd E. Acree (DE-356)
- USS Lloyd Thomas (DE-312, DE-374, DD-764/DDE-764)

### Lo
- USS Locator (YAGR-6/AGR-6)
- USS Lockwood (DE-1064/FF-1064)
- USS Locust (1910, YN-17/AN-22)
- USS Lodestone (ADG-8)
- USS Lodona (1862)
- USS Loeser (DE-680)
- USS Lofberg (DD-759)
- USS Logan (APA-196/LPA-196)
- USNS Logan's Fort (T-AO-160)
- USS Loggerhead (SS-374/AGSS-374)
- USS Logic (AM-258)
- USS Lomado (SP-636)
- USS Lone Jack (T-AO-161)
- USS Lone Wolf (YT-179/YTB-179)
- USS Long (DD-209/DMS-12)
- USS Long Beach (ID-2136/AK-9, PG-142/PF-34, CLGN-160/CGN-160/CGN-9)
- USS Long Island (SP-572, AVG-1/ACV-1/CVE-1)
- USS Longshaw (DD-559)
- USS Longspur (AMc-10, AM-404, AMCU-28/MHC-28)
- USNS Longview (T-AGM-3)
- USS Lonoto (YT-407/YTB-407/YTM-407)
- USS Lookout (YAGR-2/AGR-2)
- USS Lorain (APR-6, YT-330, APA-99, PF-97, PF-93)
- USS Lorain County (LST-1177)
- USS Lorikeet (AMc-49, AMS-49/MSC(O)-49)
- USS Loring (DE-520)
- USS Los Alamos (AFDB-7)
- USS Los Angeles (ID-1470, ZR-3, CA-135, SSN-688)
- USS Lossie (PG-108)
- USS Lot M. Morrill (1889)
- USS Louden (PC-1213)
- USS Lough (DE-586)
- USS Louis (DE-517)
- USS Louis McLane (1861)
- USS Louise No. 2 (SP-1230)
- USS Louisiana (1812, 1861, BB-19, BB-71, SSBN-743)
- USS Louisville (1862, ID-1644, CL-28/CA-28, SSN-724)
- USS Lovelace (DE-198)
- USS Lovering (DE-39, DE-272)
- USS Lowe (DE-325/WDE-425/DER-325)
- USS Lowell (SP-504)
- USS Lowndes (APA-154/LPA-154)
- USS Lowry (DD-770)
- USS Loy (DE-160/APD-56)
- USS Loyal (T-AGOS-22)
- USS Loyalty (AMc-88, AM-457/MSO-457)

### Ls–Ly
- List of LSMs (LSM-1 through LSM-558, including all LSM(R)s)
- List of LSTs (LST-1 through LST-1070)

- USNS Lt. George W. G. Boyce (T-AK-251)
- USNS Lt. James E. Robinson (T-AKV-3/T-AG-170/T-AK-274)
- USNS Lt. Raymond O. Beaudoin (T-AP-189)
- USNS Lt. Robert Craig (T-AK-252)
- USS Lt. Thomas W. Fowler (YOG-107)
- USNS LTC Calvin P. Titus (T-AK-5089)
- USS LTC John U. D. Page (T-AK-4496)
- USS Lu-O-La (SP-520)
- USS Lubbock (APA-197)
- USS Luce (DD-99/DM-4, DD-522, DL-7/DLG-7/DDG-38)
- USS Luce Bros. (SP-846)
- USS Lucia (1912)
- USS Lucid (AM-259, AM-458/MSO-458)
- USS Lucidor (AF-45)
- USS Lucille Ross (SP-1211)
- USS Ludington (PC-1079)
- USS Ludlow (1808, DD-112/DM-10, DD-438)
- USS Luella (1917)
- USS Luiseno (AT-156/ATF-156)
- USS Lumen (AKA-30)
- USS Luna (AKS-7)
- USS Lunga Point (CVE-94/CVU-94/AKV-32)
- USS Lupin (1861)
- USCGC Lupine (WAGL-230)
- USS Luster (IX-82)
- USS Luzerne (APA-243)
- USS Luzerne County (LST-902)
- USS Luzon (PG-47/PR-7, ARG-2)
- USS Lycoming (APA-155)
- USS Lydia (SP-62, ID-3524)
- USS Lydia III (SP-676)
- USS Lydonia (SP-700,SP-734)
- USS Lykens (SP-876/AT-56)
- USS Lyman (DE-302)
- USS Lyman County (LST-903)
- USS Lyman K. Swenson (DD-729)
- USS Lynch (1776, T-AGOR-7)
- USNS Lynchburg (T-AO-154)
- USS Lynde McCormick (DD-958/DDG-8)
- USS Lyndon B. Johnson (DDG-1002)
- USS Lyndonia (SP-734)
- USNS Lynn (T-AG-182)
- USS Lynnhaven (YF-328)
- USS Lynx (1814, SP-2, AK-100)
- USS Lynx II (SP-730)
- USS Lyon (AP-71)
- USS Lyon County (LST-904)
- USS Lyra (AK-101)